# Erich Abram
Erich Abram (* 13. Juni 1922 in Sterzing; † 16. Jänner 2017 in Bozen) war ein Südtiroler Alpinist.

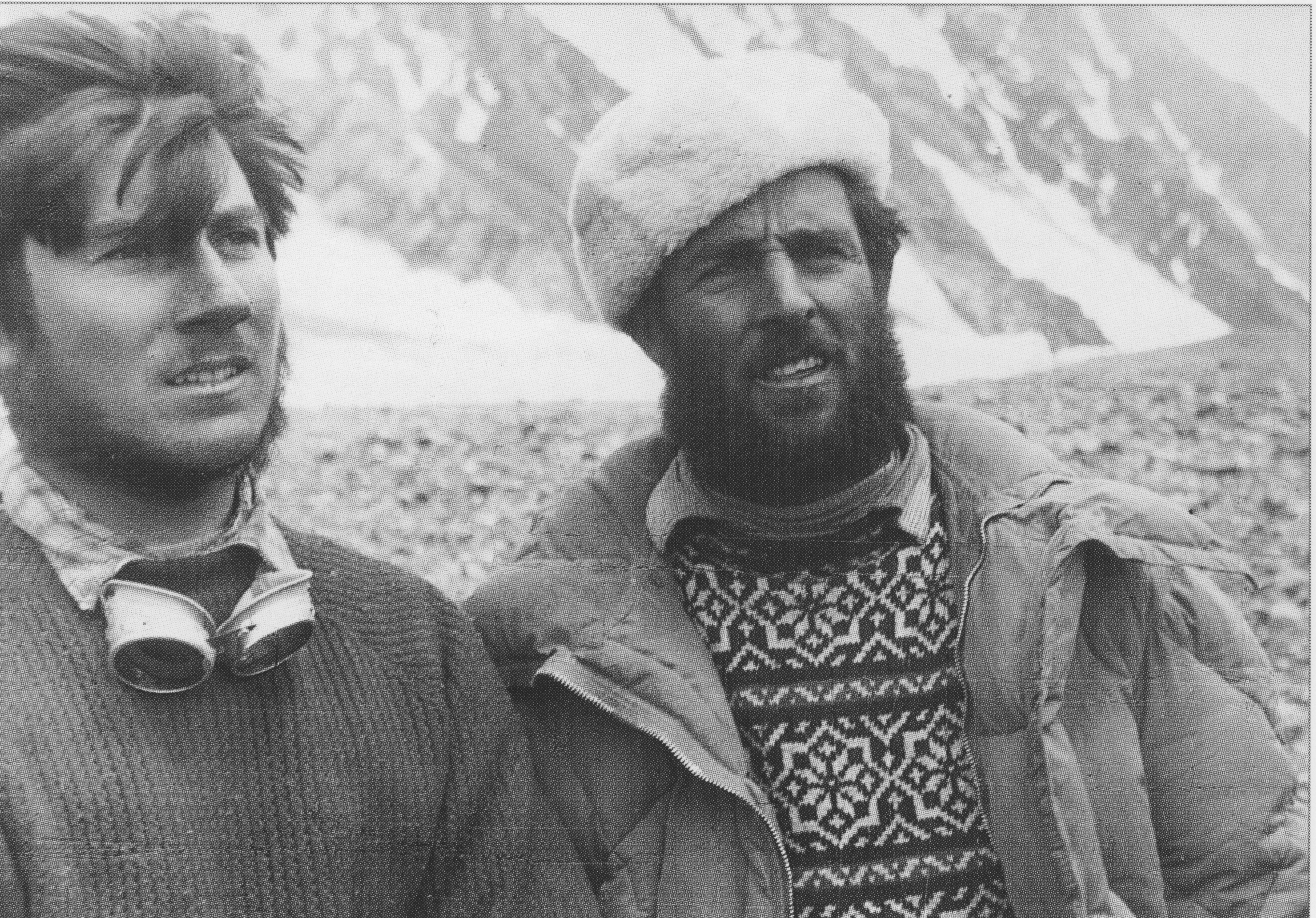
Erich Abram mit Walter Bonatti, K2 - 1954

Abram wurde in Sterzing geboren, wuchs aber in Bozen auf. Während des Faschismus besuchte er eine Katakombenschule. Bei der Option entschied er sich für das Deutsche Reich. 1942 musste er als Soldat an die Ostfront, nach Kriegsende geriet er in Gefangenschaft. Die Rückkehr nach Südtirol gelang ihm erst 1948. Dort machte er sich schnell als Bergsteiger einen Namen. In den Dolomiten führte er viele Erstbesteigungen durch, etwa an der Großen Zinne, am Piz Ciavazes oder an der Rotwand. Sein Ruf ermöglichte es ihm, als einziger Südtiroler 1954 an der italienischen Expedition zum K2 teilnehmen zu können. Bei der dabei erfolgenden Erstbesteigung des Achttausenders durch Achille Compagnoni und Lino Lacedelli hatte er entscheidenden Anteil. In späteren Jahren flog Abram als Hubschrauberpilot zahlreiche Rettungseinsätze. Daneben galt sein Einsatz der Ausbildung von Bergrettern und Bergführern. Für seine Verdienste erhielt er die Ehrenmitgliedschaften im Alpenverein Südtirol und im Club Alpino Italiano sowie die Ehrenbürgerschaft seiner Heimatstadt Bozen.